# Landwade
Landwade är en by i civil parish Exning, i distriktet West Suffolk, i grevskapet Suffolk i England. Byn är belägen 5 km från Newmarket. Landwade var en civil parish fram till 1953 när blev den en del av Fordham. Civil parish hade 38 invånare år 1951. Den flyttades från Cambridgeshire till Suffolk 1994.